# Municipio de North Big Rock
El municipio de North Big Rock (en inglés: North Big Rock Township) es un municipio ubicado en el condado de Sharp en el estado estadounidense de Arkansas. En el año 2010 tenía una población de 262 habitantes y una densidad poblacional de 7,61 personas por km².

## Geografía
El municipio de North Big Rock se encuentra ubicado en las coordenadas 36°4′13″N 91°29′12″O / 36.07028, -91.48667. Según la Oficina del Censo de los Estados Unidos, el municipio tiene una superficie total de 34.42 km², de la cual 34,42 km² corresponden a tierra firme y (0 %) 0 km² es agua.

## Demografía
Según el censo de 2010, había 262 personas residiendo en el municipio de North Big Rock. La densidad de población era de 7,61 hab./km². De los 262 habitantes, el municipio de North Big Rock estaba compuesto por el 94,27 % blancos, el 2,67 % eran amerindios, el 3,05 % eran asiáticos. Del total de la población el 0,76 % eran hispanos o latinos de cualquier raza.